# Beauvoir (Sena y Marne)
Beauvoir es una comuna y población de Francia, en la región de Isla de Francia, departamento de Sena y Marne, en el distrito de Melun y cantón de Mormant.
Su población en el censo de 1999 era de 193 habitantes.
Está integrada en la Communauté de communes la Brie Centrale.

## Demografía
| 151 | 180 | 139 | 138 | 186 | 193 |
| Para los censos de 1962 a 1999 la población legal corresponde a la población sin duplicidades (Fuente: INSEE [Consultar]) |     |     |     |     |     |